# Discographie de Stromae
La discographie de Stromae, un auteur-compositeur-interprète belge, se résume à trois albums studio, un EP, vingt-et-un singles et dix-neuf clips vidéo.

## Albums

### Albums studio
| Titre                                                                    | Détails de l'album                                                                           | Meilleure position | Meilleure position | Meilleure position | Meilleure position | Meilleure position | Meilleure position | Meilleure position | Meilleure position | Meilleure position | Meilleure position | Meilleure position | Certifications | Ventes                                            |
| Titre                                                                    | Détails de l'album                                                                           | BEL (FL)           | BEL (WAL)          | ALL                | AUT                | CAN                | É-U Heat           | FRA                | GRÈ                | P-B                | SUI                | SUI (ROM)          | Certifications | Ventes                                            |
| ------------------------------------------------------------------------ | -------------------------------------------------------------------------------------------- | ------------------ | ------------------ | ------------------ | ------------------ | ------------------ | ------------------ | ------------------ | ------------------ | ------------------ | ------------------ | ------------------ | --- | ------------------------------------------------- |
| Cheese                                                                   | - Sortie : 14 juin 2010 - Label : Universal, Vertigo, Mosaert - Formats : CD, téléchargement | 7                  | 1                  | 29                 | 33                 | 29                 | —                  | 6                  | 4                  | 69                 | 18                 | 5                  | - Belgique : 3 × Platine - France : Or | - FRA : 260 000 - BEL : 60 000                    |
| Racine carrée                                                            | - Sortie : 19 août 2013 - Label : Universal, Mercury, Mosaert - Formats : CD, téléchargement | 1                  | 1                  | 21                 | —                  | 21                 | 19                 | 1                  | —                  | 1                  | 1                  | 1                  | - France : 4 × Diamant - Belgique : 12 × Platine - Suisse : 5 × Platine - Pays-Bas : 2 × Platine - Italie : 1 × Platine - Canada : 1 × Platine - Russie : 2 × Platine - Autriche : Or | - FRA : 2 100 000 - BEL : 240 000 - SUI : 100 000 |
| Multitude                                                                | - Sortie : 4 mars 2022 - Label : Universal, Mercury, Mosaert - Formats : CD, téléchargement  | 1                  | 1                  | 4                  | 2                  | 4                  | 1                  | 1                  | —                  | 1                  | 1                  | —                  | - Belgique : 3 × Platine - France : 3 × Platine | - FRA : 300 000                                   |
| « — » indique que l'album studio n'est pas sorti ou classé dans le pays. |                                                                                              |                    |                    |                    |                    |                    |                    |                    |                    |                    |                    |                    | |                                                   |

### EP
| Titre                                           | Détails de l'album                                                                 |
| ----------------------------------------------- | ---------------------------------------------------------------------------------- |
| Juste un cerveau, un flow, un fond et un mic... | - Sortie : 2007 - Label : Institut national de radioélectricité et cinématographie |

### Mixtapes
| Titre            | Détails de l'album                                                                  |
| ---------------- | ----------------------------------------------------------------------------------- |
| Freestyle Finest | - Sortie : 2006 - Collaborateurs : Gandhi, K-Deeja                                  |
| Mixture Elecstro | - Sortie : 31 octobre 2009 - Label : Because, Kilomaitre - Collaborateurs : DJ Psar |

### DVD
| Titre              | Détails de l'album                                                                                           | Certification      | Ventes         |
| ------------------ | --- | ------------------ | -------------- |
| Racine carrée Live | - Sortie : 11 décembre 2015 - Label : Sony Music, Colombia, Mosaert - Formats : DVD, blu-ray, téléchargement | - France : Diamant | - FRA : 60 000 |

## Singles
| Titre                                                               | Année | Meilleure position | Meilleure position | Meilleure position | Meilleure position | Meilleure position | Meilleure position | Meilleure position | Meilleure position | Meilleure position | Meilleure position | Meilleure position | Certifications | Album                                                                    |
| Titre                                                               | Année | BEL (FL)           | BEL (WAL)          | ALL                | AUT                | DAN                | FRA                | GRÈ                | P-B                | R-U                | SUI                | SUI (ROM)          | Certifications | Album                                                                    |
| ------------------------------------------------------------------- | ----- | ------------------ | ------------------ | ------------------ | ------------------ | ------------------ | ------------------ | ------------------ | ------------------ | ------------------ | ------------------ | ------------------ | --- | ------------------------------------------------------------------------ |
| Faut qu't'arrêtes le rap... (featuring J.E.D.I.)                    | 2005  | —                  | —                  | —                  | —                  | —                  | —                  | —                  | —                  | —                  | —                  | —                  | | Aucun                                                                    |
| Up saw liz                                                          | 2009  | —                  | —                  | —                  | —                  | —                  | —                  | —                  | —                  | —                  | —                  | —                  | | Mixture Elecstro                                                         |
| Alors on danse                                                      | 2009  | 1                  | 1                  | 1                  | 1                  | 1                  | 1                  | 1                  | 1                  | 25                 | 1                  | 1                  | - France : Diamant - Belgique : 3 × Platine - Suisse : 2 × Platine - Danemark : Platine - Italie : Platine - Allemagne : Platine - Pays-Bas : Platine - Espagne : Or - Suède : Or - Royaume-Uni : Argent | Cheese                                                                   |
| Te quiero                                                           | 2010  | 17                 | 4                  | —                  | —                  | —                  | 153                | —                  | 70                 | —                  | 62                 | —                  | - Belgique : Or | Cheese                                                                   |
| House'llelujah                                                      | 2010  | —                  | 22                 | —                  | —                  | —                  | —                  | —                  | —                  | —                  | —                  | —                  | | Cheese                                                                   |
| Je cours                                                            | 2010  | 15                 | 16                 | —                  | —                  | —                  | —                  | —                  | —                  | —                  | —                  | —                  | | Cheese                                                                   |
| Peace or Violence                                                   | 2011  | —                  | 12                 | —                  | 74                 | —                  | —                  | —                  | —                  | —                  | —                  | —                  | | Cheese                                                                   |
| Papaoutai                                                           | 2013  | 3                  | 1                  | 6                  | 3                  | —                  | 1                  | —                  | 2                  | —                  | 4                  | 2                  | - France : Diamant - Belgique : 3 × Platine - Suisse : 2 × Platine - Italie : 2 × Platine - Pays-Bas : Platine - Autriche : Or - États-Unis : Or                                                         | Racine carrée                                                            |
| Formidable                                                          | 2013  | 1                  | 1                  | 39                 | 36                 | 36                 | 1                  | —                  | 2                  | —                  | 13                 | 1                  | - France : Diamant - Belgique : 3 × Platine - Suisse : Platine - Italie : Or - Danemark : Or | Racine carrée                                                            |
| Tous les mêmes                                                      | 2013  | 4                  | 1                  | —                  | —                  | 10                 | 1                  | —                  | 29                 | —                  | 27                 | 5                  | - Italie : 2 × Platine - Belgique : Platine - France : Platine - Danemark : Or | Racine carrée                                                            |
| Ta fête                                                             | 2014  | 6                  | 2                  | —                  | —                  | —                  | 30                 | —                  | 45                 | —                  | —                  | —                  | - Belgique : Platine | Racine carrée                                                            |
| Ave Cesaria                                                         | 2014  | —                  | 45                 | —                  | —                  | —                  | 97                 | —                  | —                  | —                  | —                  | —                  | | Racine carrée                                                            |
| Meltdown (feat. Lorde, Pusha T, Q-Tip & Haim)                       | 2014  | 7                  | 5                  | —                  | —                  | —                  | 107                | —                  | —                  | —                  | —                  | —                  | | The Hunger Games: Mockingjay Part 1                                      |
| Carmen                                                              | 2015  | 31                 | 46                 | —                  | —                  | —                  | 67                 | —                  | —                  | —                  | —                  | —                  | | Racine carrée                                                            |
| Quand c'est ?                                                       | 2015  | 39                 | —                  | —                  | —                  | —                  | 142                | —                  | —                  | —                  | —                  | —                  | | Racine carrée                                                            |
| Repetto x Mosaert                                                   | 2017  | —                  | —                  | —                  | —                  | —                  | —                  | —                  | —                  | —                  | —                  | —                  | | —                                                                        |
| Défiler                                                             | 2018  | 29                 | 7                  | —                  | —                  | —                  | 8                  | —                  | —                  | —                  | —                  | 9                  | | —                                                                        |
| Santé                                                               | 2021  | 2                  | 1                  | —                  | —                  | —                  | 3                  | —                  | 27                 | —                  | 12                 | —                  | - Belgique : 2 × Platine - France : Diamant | Multitude                                                                |
| L'Enfer                                                             | 2022  | 1                  | 1                  | —                  | —                  | —                  | 1                  | —                  | 10                 | —                  | 3                  | —                  | - Belgique : 3 × Platine - France : Diamant | Multitude                                                                |
| Fils de joie                                                        | 2022  | 28                 | 3                  | —                  | —                  | —                  | 6                  | —                  | 30                 | —                  | 8                  | —                  | - Belgique : Platine - France : Or | Multitude                                                                |
| Mon amour (feat. Camila Cabello)                                    | 2022  | 6                  | 18                 | —                  | —                  | —                  | 24                 | —                  | —                  | —                  | 90                 | —                  | - Belgique : Or - France : Or | Multitude                                                                |
| Ma meilleure ennemie (Stromae & Pomme)                              | 2024  | 8                  | 1                  | 29                 | 28                 | —                  | 1                  | —                  | 21                 | 19                 | 4                  | —                  | - Belgique : Platine - France : Diamant | Arcane League of Legends: Season 2 (Soundtrack from the Animated Series) |
| « — » indique que le single n'est pas sorti ou classé dans le pays. |       |                    |                    |                    |                    |                    |                    |                    |                    |                    |                    |                    | |                                                                          |

### Singles en collaboration
| Année | Titre                              | Meilleure position | Meilleure position | Meilleure position | Certifications                     | Album               |
| Année | Titre                              | BEL (WAL)          | FRA                | SUI (ROM)          | Certifications                     | Album               |
| ----- | ---------------------------------- | ------------------ | ------------------ | ------------------ | ---------------------------------- | ------------------- |
| 2017  | Comme dab (Vitaa feat. Stromae)    | —                  | 66                 | —                  | - France : Or                      | J4M                 |
| 2018  | La Pluie (Orelsan feat. Stromae)   | 2                  | 10                 | 15                 | - France : Diamant                 | La fête est finie   |
| 2019  | Arabesque (Coldplay feat. Stromae) | -                  | -                  | -                  | - France : Platine                 | Everyday Life       |
| 2025  | Pardon (Burna Boy feat. Stromae)   | -                  | -                  | -                  | - France : Disque de certification | No Sign of Weakness |

## Autres chansons

### Classées
| Titre                                  | Année | Meilleure position | Meilleure position | Album         |
| Titre                                  | Année | BEL (WAL)          | FRA                | Album         |
| -------------------------------------- | ----- | ------------------ | ------------------ | ------------- |
| Bâtard                                 | 2013  | 37                 | 52                 | Racine carrée |
| Humain à l'eau                         | 2013  | 47                 | 110                | Racine carrée |
| Sommeil                                | 2013  | —                  | 142                | Racine carrée |
| AVF (featuring Maître Gims et Orelsan) | 2013  | 38                 | 43                 | Racine carrée |

## Clips vidéo
| Titre                                            | Année | Réalisateur                                                    |
| ------------------------------------------------ | ----- | -------------------------------------------------------------- |
| Faut qu't'arrêtes le rap... (featuring J.E.D.I.) | 2005  | Paul Van Haver, Jérôme Guiot, Tom[réf. nécessaire]             |
| C'est Stromae                                    | 2008  |                                                                |
| Up saw liz                                       | 2009  | Paul Van Haver, Tatiana de Wind, Dati Kida[réf. nécessaire]    |
| Alors on danse                                   | 2010  | Paul Van Haver, Jérôme Guiot                                   |
| Te quiero                                        | 2010  | Jérôme Guiot                                                   |
| House'llelujah                                   | 2010  |                                                                |
| Je cours                                         | 2011  | Jérome Guiot                                                   |
| Peace or Violence                                | 2011  | Raf Reyntjens, Joris Rabijns                                   |
| Papaoutai                                        | 2013  | Raf Reyntjens                                                  |
| Formidable                                       | 2013  | Jérôme Guiot                                                   |
| Tous les mêmes                                   | 2013  | Henry Scholfield                                               |
| Ta fête                                          | 2014  | Lieven van Baelen                                              |
| Carmen                                           | 2015  | Sylvain Chomet                                                 |
| Quand c'est ?                                    | 2015  | Xavier Reyé                                                    |
| Repetto x Mosaert                                | 2017  | Yokaasan                                                       |
| La Pluie                                         | 2018  | Yokaasan                                                       |
| Défiler                                          | 2018  | Luc Junior Tam, Sacha Wiernik                                  |
| Santé                                            | 2021  | Jaroslav Moravec, Luc Van Haver                                |
| L'Enfer                                          | 2022  | Julien Soulier, Luc Van Haver, Coralie Barbier, Paul Van Haver |
| Fils de joie                                     | 2022  |                                                                |
| Mon amour (feat. Camila Cabello)                 | 2022  |                                                                |